# 돈 맥켈러

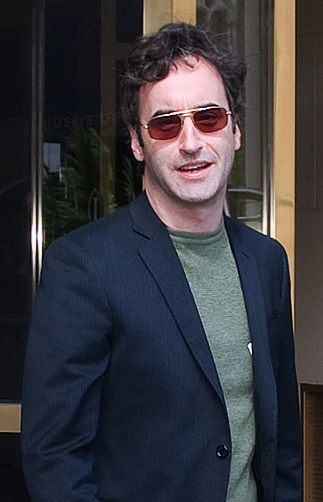

돈 맥켈러(Don McKellar, 1963년 8월 17일 ~ )는 캐나다의 각본가, 영화 감독, 영화배우, 텔레비전 배우이다.
토론토에서 태어났다.

## 영화
- 타겟 넘버 원 (2020년)
- 쓰루 블랙 스프루스 (2018년)
- 공원에서 명상을 (2017년)
- 유어 마더 앤 아이 (2016년)
- 윈도 호스 (2016년)
- 발칙한 판타지 팩토리 (2015년)
- 더 보이 후 스멜스 라이크 피쉬 (2013년) - 리차드 역
- 그랜드 시덕션 (2013년)
- 잠재 속의 비밀번호 (2013년)
- 아임유어스 (2011년)
- 트리거 (2010년)
- 스콧 필그림 (2010년)
- 브로큰 러브송 (2010년)
- 쿠킹 위드 스텔라 (2009년)
- 레슬리, 내 이름은 악마 (2009년) - 형사 역
- 눈먼 자들의 도시 (2008년)
- 몽키 워페어 (2006년)
- 스위트 룸 (2005년)
- 차일드스타 (2004년) - 릭 역
- 클린 (2004년) - 버논 역
- 이벤트 (2003년) - 맷 역
- 우양의 간계 (2001년)
- 웨이다운타운 (2000년) - 브래드 역
- 비닐 (2000년)
- 아인 랜드의 열정 (1999년)
- 엑시스텐즈 (1999년)
- 허드 (1998년)
- 라스트 나잇 (1998년)
- 레드 바이올린 (1998년)
- 피카소를 만난 적이 있나요 (1996년)
- 댄스 미 아웃사이드 (1995년)
- 밤이 기울면 (1995년) - 티모시 역
- 화살촉 (1994년)
- 까밀라 (1994년)
- 엑조티카 (1994년)
- 글렌 굴드에 관한 32개의 이야기 (1993년)
- 하이웨이 61 (1991년) - 포키 존스 역
- 어져스터 (1991년)
- 로드킬 (1989년)